# Neoseiulus karandinosi
Neoseiulus karandinosi är en spindeldjursart som beskrevs av Papadoulis, Emmanouel och Kapaxidi 2009. Neoseiulus karandinosi ingår i släktet Neoseiulus och familjen Phytoseiidae. Inga underarter finns listade i Catalogue of Life.